# Eruptivna cista
Eruptivna cista ili eruptivni hematom  jedna je od ektodermninh cisti odontogenog porekla koja se najčešće javlja na mestu erupcije mlečnih zuba nekoliko nedelja pre pojavljivanja zuba u ustima. Može se pojaviti i prilikom nicanja stalnih zuba.

## Epidemiologija
Prevalencija eruptivnim cisti nije detaljno proučena. Opsežanim pregledom literature utvrđena je nisku prevalencijav ovih cisti.  To može biti posledica činjenice da ovu vrstu cista mnogi autori ne svrstavaju u ciste. Pored toga, pošto su benigni tumori, u nekoliko studija autori su postavili definitivnu dijagnozu tek pomoću biopsije.  Ovo takođe može sugerisati da je ili eruptivna cista sa neobična lezija, ili je prihvaćena kao lokalna smetnja koja je povezana sa erupcijom mnogih zuba. Klinički utisak niske prevalencije takođe može biti posledica činjenice da stomatolog najčešće primeti samo simptome ciste, koji se u većini slučajeva razreše neopaženo.
Morbiditet
- Anderson  je u svojoj studiji izvestio o 54 slučaja eruptivnim čisti tokom 16 godina praćenja, koje su histološki potvrđene.[1]
- Aguilo i dr.   izvestili su o 36 slučajeva u njihovoj retrospektivnoj petnaestogodišnjoj studiji.
- Bodner je utvrdio prevalenciju erupcijskih cisti od 22% među različitim maksilarnim cističnim lezijama kod 69 dece.
- Tokom 2004. godine, Bodner i dr. predstavili su 24 nova slučaja sa erupctivnom cistom.[9]

## Etiopatogeneza
Za ovu cistu se može reći da nije prava cistična promena, već se radi o poremećaju u nicanju zuba, jer nastaje zbog nemogućnosti zuba da probije gingivu alveolarnog grebena što ima za posledicu nakupljanja sukrvičve tečnosti između zubne krune i spoljnjeg gledanog epitela.
Ispunjenost ciste seroznim i delimično hemoragičnim sadržajem, ukazuje na traumatski uzrok njenog nastanka.  Naime proces se događa neposredno ispod gingivalnog epitelnog sloja pa zato sukrvičava tečnost prosijava kao poluokruglasto zadebljanja gingive.
Kada cista dostigne površinu gingive biva destruirana (ispražnjena), eruptivnim silama koje najčešće nadvladaju pritisak u cisti. To se dešava ubrzo nakon nicanja zuba.

## Klinička slika
Klinički se manifestira edemom tamno plave boje, a najčešća manifestacija su područja mlečnih molara.

## Terapija
Terapija nije potrebna jer se cista spontano  prazni. U slučaju da se to ne dogodi radi se incizija ili ekscizija dela desni na mestu gde dolazi do erupcije zuba i do dezintegracije epitelnih delova gledanog organa, kao i pri normalnoj erupciji zuba.

## Literatura
|  | Molimo Vas, obratite pažnju na važno upozorenje u vezi sa temama iz oblasti medicine (zdravlja). |